# Bernoulli
Bernoulli to nazwisko słynnej rodziny szwajcarskich matematyków.
```
Nicolas Bernoulli (1623-1708)
x Margaretha N...
│
├──> 
Jakob Bernoulli
 (1654-1705)
│
├──> Nicolas Bernoulli (1662-1716)
│    x N...
│    │
│    └──> 
Nicolas Bernoulli
 (1687-1759) alias 
Nicolas I

│
└──> 
Johann Bernoulli
 (1667-1748) alias 
Johann I

     x Dorothée Falkner
     │
     ├──> 
Nicolas Bernoulli
 (1695-1726) alias 
Nicolas II

     │
     ├──> Anne Bernoulli (
Anne Catherine
) 1698-1784
     │    x 1720 : Jean Dollfus
     │    x apr. 1736 : Pierre Hammer
     │
     ├──> 
Daniel Bernoulli
 (1700-1782)
     │
     └──> 
Johann Bernoulli
 (1710-1790) alias 
Johann II

          x N...
          │
          ├──> 
Johann Bernoulli
 (1744-1807) alias 
Johann III

          │
          ├──> Daniel Bernoulli (daty nieznane)
          │
          └──> 
Jakob Bernoulli
 (1759-1789) alias 
Jakob II
```